# 白洲退蔵
白洲 退蔵(しらす たいぞう、1829年8月14日（文政12年7月15日） - 1891年（明治24年）9月10日）は、江戸時代から明治にかけて活躍した日本の役人、実業家である。神戸女学院の創設者の一人。白洲文平の父で、白洲次郎の祖父。

## 生涯
生い立ち
退蔵は1829年（文政12年）に、三田藩の儒官、すなわち三田藩で儒学を教授している人物の子として、三田藩内（現・兵庫県三田市）の薬師寺町で生まれた。幼名は純太郎。諱は良弼（りょうすけ）。
篠崎小竹、古賀謹一郎から学び、藩校「造士館」の教授になる。
三田藩の藩政への関与
1862年（文久2年）町奉行兼郡奉行になり、財政再建に取り組む。1863年（文久3年）に藩主九鬼隆義に請われて藩重役、大参事として藩政に加わる。良く時勢を洞察して、諸藩に先立って、古参の藩士たちを説得して、藩政の改革を着手する。特に、西洋文明を輸入することを勧め、中村敬宇、福沢諭吉の翻訳所などを日々藩主に紹介して、閲覧を進めて、衣服や器具などすべてを西洋風にするようになった。また、退蔵の指導のもと、藩兵の大胆な改革を行い、鎧冑をすべて売却して、西洋式軍装に350丁のスナイドル銃を持つようになる。
三田藩の殖産興業に勤め、三田米を使用した「牡丹政宗」という銘柄を造ったり、三田牛（神戸牛）の飼育を奨励したりする。
1854年（嘉永7年）のペリーの黒船来航の時には、浦賀に出かけて農民の姿を装い情報を収集する。戊辰戦争の際には、藩論を統一して倒幕に加わる。

### 廃藩置県
1868年（明治元年）明治維新で、三田県大参事になる。しかし、小寺泰次郎と共に進めた厳しい政策により、農民一揆がおきている。川本幸民を講師として洋学を学ばせる。

### 志摩三商会
1871年（明治4年）の廃藩置県で九鬼隆義は三田藩知事の職を失い神戸に住む。退蔵は政府より民部省への仕官を打診されるが福沢諭吉の教えに従い固辞する。1873年（明治6年）退蔵は神戸で九鬼隆義、小寺泰次郎と共に、三田の士族の16名の出資により合名会社「志摩三商会」を設立し、九鬼隆義が総裁、白洲退蔵が社長に就任する。
1875年（明治8年）退蔵は九鬼隆義の要請により屋敷を提供して学校（後の神戸女学院）の創立に協力する。1880年（明治13年）兵庫県初代県会議員になる。

### 銀行頭取・役人
1882年（明治15年）8月、退蔵は、福沢諭吉と九鬼隆義の推薦により、横浜正金銀行（現・東京三菱銀行）の副頭取になる。また、翌年1月に第3代頭取になった後、3月に辞任し、大蔵御用掛や岐阜県大書記官などを務めた。

### 晩年
1890年（明治23年）には、役人を辞職して九鬼家の主宰を務めた。1891年（明治24年）1月24日に九鬼隆義が死去すると、退蔵も9月1日に発病して、9月10日に死去する。享年63（満62歳没）。

## 家系
- 白洲家は清和源氏の流れを汲み、山梨県北杜市白州町白須が先祖の地と言われている。
- 甲州武田家の流れを汲み武田貞信から白洲氏を名乗る。丹後国の加悦町（京都府与謝郡加悦町）の領主になる。
- 江戸中期の先祖白洲文蔵が尾張徳川家に仕え、軍学、書道に通じていた。その後、浪人を経て三田藩江戸留守役の推挙で、儒学者として三田藩士になる。